# Heida Reed

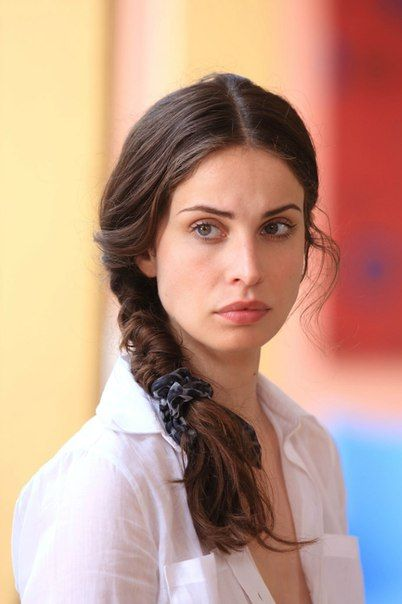
Heida Reed

Heida Reed, bürgerlich Heiða Rún Sigurðardóttir (* 22. Mai 1988) ist eine isländische Schauspielerin.

## Leben
Heida Reed wurde als Tochter eines Musik- und Klavierlehrers und einer Zahnhygienikerin in Island geboren. Im Alter von 18 Jahren ging sie für zwei Jahre nach Indien und war dort als Model tätig. Ihre Schauspielausbildung erhielt sie am Drama Centre London. Am Theater stand sie unter anderem in Scarlet am Southwark Playhouse in London, in Top Girls an den Trafalgar Studios sowie in Foxfinder am Ambassadors Theatre auf der Bühne.
Ihr Kinodebüt gab sie 2011 in der Tragikomödie Zwei an einem Tag mit Anne Hathaway in der Hauptrolle als Ingrid. 2012 war sie als Celeste im Horrorfilm Nightbreakers – Vampire Nation von Todor Chapkanov zu sehen.  In der Action-Krimiserie The Cop – Crime Scene Paris verkörperte sie 2013 die Rolle der Adèle Gauthier, Tochter der Hauptfigur Joachim „Jo“ Saint-Clair, dargestellt von Jean Reno. In der deutschsprachigen Fassung wurde sie von Kaya Marie Möller synchronisiert. 2014 war sie in der Miniserie Lava als Gréta zu sehen, in der deutschsprachigen Fassung lieh ihr Maren Rainer die Stimme.
Von 2015 bis 2019 gehörte sie in der BBC-Serie Poldark basierend auf der gleichnamigen Romanreihe mit Aidan Turner und Eleanor Tomlinson als Elizabeth zur Hauptbesetzung, in der deutschsprachigen Fassung wurde sie von Julia Stoepel gesprochen. 2017 übernahm sie in der isländischen Fernsehserie Stella Blómkvist die Titelrolle.
In der CBS-Serie FBI: International mit Luke Kleintank und Christiane Paul verkörperte sie seit 2021 die stellvertretende Leiterin der internationalen FBI-Fly-Team-Einheit mit Sitz in Budapest, FBI Special Agent Jamie Kellett. Im Dezember 2023 wurde bekannt, dass sie die Serie im Laufe der dritten Staffel verlassen soll. In der deutschsprachigen Fassung lieh ihr Katja Hiller die Stimme.

## Filmografie (Auswahl)
- 2011: Zwei an einem Tag (One Day)
- 2012: Nightbreakers – Vampire Nation (True Bloodthirst)
- 2012: Inspector Banks – Eine seltsame Affäre (DCI Banks, Fernsehserie)
- 2013: The Cop – Crime Scene Paris (Jo, Mini-Serie)
- 2013: Eternal Return (Kurzfilm)
- 2014: Silent Witness – Tödliches Video (Fernsehserie)
- 2014: Lava (Hraunið, Mini-Serie)
- 2015: Toast of London – Hamm on Toast (Fernsehserie)
- 2015–2019: Poldark (Fernsehserie)
- 2016: Death in Paradise – Todschick (Fernsehserie)
- 2017–2021: Stella Blómkvist (Fernsehserie)
- 2018: Nutritiously Nicola – Food instability (Fernsehserie)
- 2021–2024: FBI: International (Fernsehserie)
- 2022: Against the Ice
- 2022: Blank
- 2022: Summerlight… and Then Comes the Night
- 2023: FBI – Imminent Threat: Part Two (Fernsehserie)